# Stypommisa changena
Stypommisa changena är en tvåvingeart som beskrevs av David Fairchild 1986. Stypommisa changena ingår i släktet Stypommisa och familjen bromsar.
Artens utbredningsområde är Panama. Inga underarter finns listade i Catalogue of Life.